# Metagyndoides granulatus
Metagyndoides granulatus is een hooiwagen uit de familie Gonyleptidae.